# Limones
Limones é um corregimiento em Barú (distrito), Chiriquí (província), Panamá. Tem uma área de terra de 53,8 quilômetros quadrados (20,8 /sq mi) e tinha uma população de 1.040 a partir de 2010, dando-lhe uma densidade populacional de 19,3 habitantes/km² (50 /sq mi). A sua população a partir de 1990 era 974; A sua população a partir de 2000 foi de 948.